# Коршору (Горж)
Коршору (рум. Corșoru) насеље је у Румунији у округу Горж у општини Алимпешти. Oпштина се налази на надморској висини од 386 m.

## Становништво
Према подацима из 2002. године у насељу је живело 355 становника, од којих су сви румунске националности.